# Slagsmålsklubben
Gli Slagsmålsklubben (spesso abbreviato in SMK) sono un gruppo musicale elettropop svedese originario di Norrköping, formatosi nel 2000. Il gruppo, il cui nome prende altro non è che la traduzione in svedese del titolo del romanzo (e film) Fight Club di Chuck Palahniuk e significa appunto "gruppo di combattimento", ha all'attivo quattro album ma il numero cresce se si considerano i numerosi altri progetti dei singoli membri della band.

## Storia del gruppo
Il gruppo nasce il 2 novembre del 2000 a Norrköping, una piccola città della Svezia, per mano di Joakim "Beebop" Nybom, Björn Nilsson and Joni Mälkki, ex-membri del gruppo progressive rock The Solbrillers. L'idea di formare una band che suonasse musica elettronica e synthpop fu adottata per convenienza: infatti poiché nel loro vecchio gruppo non vi era l'ombra di un cantante, un giorno i membri degli SMK decisero di collegare il vecchio synth di Mälkki all'amplificatore della sua chitarra elettrica e i tre registrarono alcune canzoni, che li portarono a formare gli Slagsmålsklubben.
Hannes Stenström si unisce alla band nel 2001 in quanto era in possesso di sintetizzatori di qualità migliore di quelli già utilizzati dagli SMK. Nel 2003 si aggiunge anche Frej Larsson per una collaborazione alla canzone Hyreshusklossar (in vinile 45 giri) e nel 2004, con l'arrivo di Kim Nilsson, la band raggiunge quella che è la formazione attuale.
Nel 2005 l'intero gruppo si trasferisce a Berlino, Germania. Dal luglio del 2008 Kim Nilsson vive nella capitale tedesca, Hannes Stenström e Frej Larsson a Stoccolma e Joni Mälkki, Björn Nilsson e Joakim "Beebop" Nybom nella città natale del gruppo, Norrköping.

## Membri attuali
- Hannes Stenström
- Joni Mälkki
- Björn Nilsson
- Kim Nilsson
- Joakim "Beebop" Nybom
- Frej Larsson